# Copa Coca-Cola

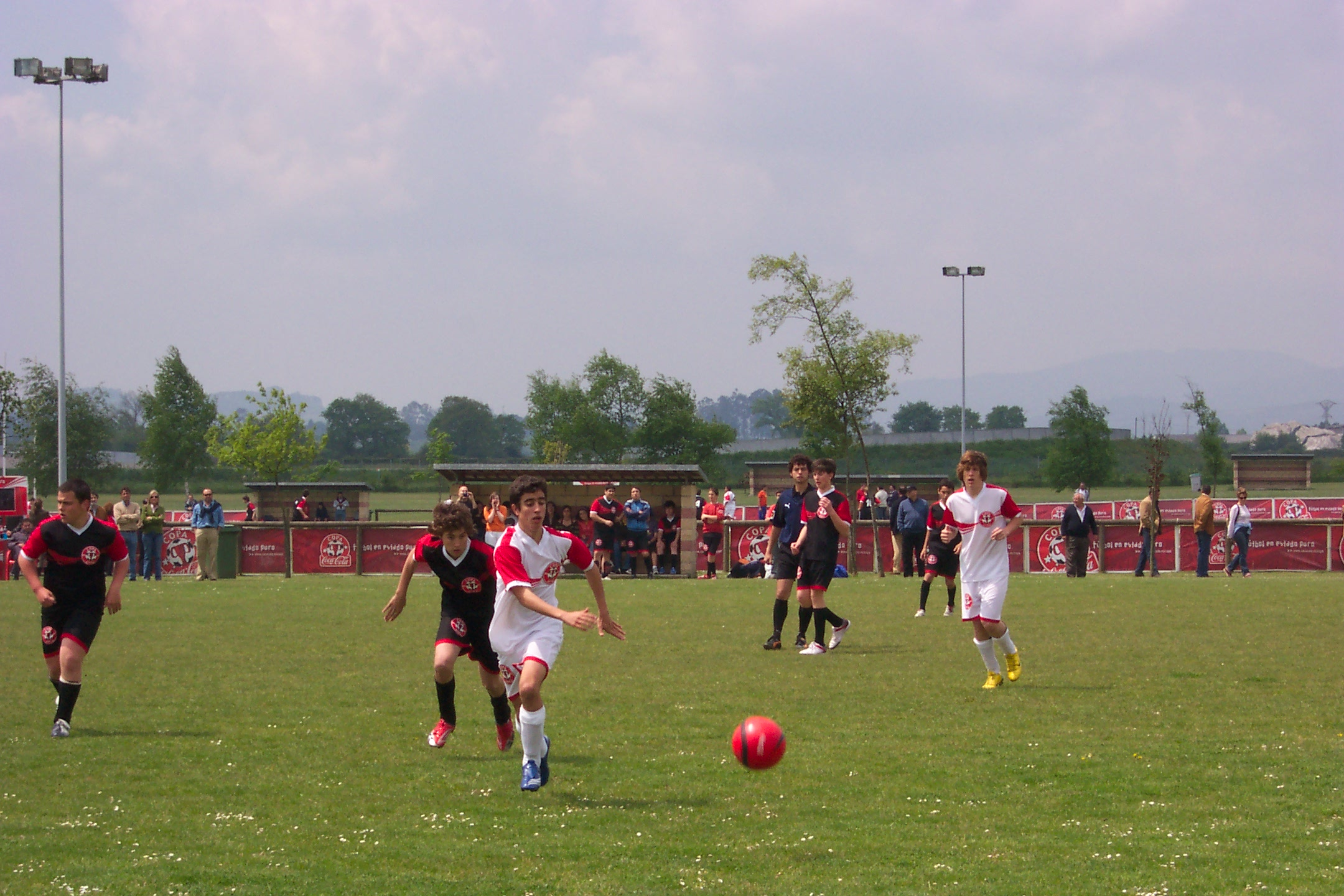
Un partido de la Copa Coca-Cola.

La Copa Coca-Cola fue una competición de fútbol escolar para chicos y chicas de categoría sub-15 que se disputaba anualmente.
Estaba patrocinada por la empresa Coca-Cola.

## Fases nacionales
Primero se disputaban las competiciones a nivel nacional, y los campeones de cada país disputaban posteriormente la Copa Coca-Cola Intercontinental.

## Torneos nacionales:[1]
- Copa Coca-Cola (Argentina)

| Año         | Campeón                                                                      | 2008 | IPEM N.º 180 Rafael Obligado (Ticino, pcia. de Córdoba) |
| 2009        | Instituto Santa Rita (Capital Federal)                                       |      |                                                         |
| 2010        | Escuela Normal Dalmacio Vélez Sarsfield (Las Varillas, provincia de Córdoba) |      |                                                         |
| 2011        | Colegio del Salvador (San Salvador de Jujuy)                                 |      |                                                         |
| 2012        | Instituto Marianista                                                         |      |                                                         |
| 2013 y 2014 | e.e.t n.º 6 ing jv passalacqua (Banfield, provincia de Buenos Aires)         |      |                                                         |
| 2015        | Colegio La Salle (Rosario, Santa Fe, Argentina)                              |      |                                                         |

- Copa Coca-Cola (Chile)

| Año  | Campeón                                                |
| ---- | ------------------------------------------------------ |
| 2004 | Gabriel González Sánchez de La Serena                  |
| 2005 | Colegio Deportivo de Iquique                           |
| 2006 | Liceo la Asunción de Talcahuano                        |
| 2007 | Liceo la Asunción de Talcahuano                        |
| 2008 | Centro Educacional Brigida Walker de Santiago de Chile |
| 2009 | No se realizó.                                         |
| 2010 | Colegio Deportivo de Iquique                           |
| 2011 | Colegio Tecnológico Darío Salas de Chillán             |
| 2012 | Colegio Tecnológico Darío Salas de Chillán             |
| 2016 | Liceo Carlos Ibáñez del C. de Fresia                   |

- Copa Coca-Cola (Costa Rica)

| Año  | Campeón                                       |
| ---- | --------------------------------------------- |
| 2006 | Colegio Obando Chan (provincia de Puntarenas) |
| 2007 | Colegio Obando Chan (provincia de Puntarenas) |
| 2008 | Colegio Obando Chan (provincia de Puntarenas) |
| 2009 | Saprissa de Corazón J.V.C.                    |
| 2010 | UCR                                           |
| 2011 | Colegio Los Ángeles de Costa Rica             |

- Copa Coca-Cola (Ecuador)

| Año  | Campeón                                |
| ---- | -------------------------------------- |
| 2002 | Subdivisión de fútbol Emelec Guayaquil |
| 2007 | Colegio Dalcroze                       |

- Copa Coca-Cola (España)

| Año         | Campeón                                 |
| ----------- | --------------------------------------- |
| 2003        | IES Bellavista (Sevilla)                |
| 2004        | IES José Zerpa (Vecindario, Las Palmas) |
| 2005        | Colegio San José (Logroño)              |
| 2006        | IES Atalaya, (Casariche, Sevilla)       |
| 2007        | IES Atalaya, (Casariche, Sevilla)       |
| 2008        | Colegio Santa María del Mar (La Coruña) |
| 2009        | IES Zizur Mayor (Zizur Mayor, Navarra)  |
| 2010        | IES Isaac Albéniz (Badalona, Barcelona) |
| 2011 y 2012 | No hay datos                            |
| 2013        | Málaga CF (Málaga, Andalucía)           |

- Copa Coca-Cola (Guatemala)

| Año  | Campeón                         |
| ---- | ------------------------------- |
| 2007 | Colegio Superación              |
| 2008 | Liceo Guatemala                 |
| 2009 | INEB de Asunción Mita           |
| 2010 | Colegio Paraíso                 |
| 2011 | Colegio Lavagnino               |
| 2012 | INEB Dr. Lois Pasteur           |
| 2013 | Colegio Mario Monteforte Toledo |

- Copa Coca-Cola (El Salvador)

| Año  | Campeón                   |
| ---- | ------------------------- |
| 2003 | Colegio Liceo Salvadoreño |
| 2004 | Colegio Don Bosco         |
| 2005 |                           |
| 2006 |                           |

- Copa Coca-Cola (México)

| Año  | Campeón masculino                                                                      | Campeón femenino                                       |
| ---- | -------------------------------------------------------------------------------------- | ------------------------------------------------------ |
| 1998 | Colegio Carlos Pereira de Torreón (Coahuila)                                           |                                                        |
| 1999 | Colegio Benavente (Puebla)                                                             |                                                        |
| 2000 | Escuela José Vasconcelos (Colima)                                                      | Secundaria Técnica 49" (Chihuahua)                     |
| 2001 | Secundaria Técnica 3 de Xalapa (Veracruz)                                              |                                                        |
| 2002 | Secundaria 51 de Guadalajara (Jalisco)                                                 | Secundaria 72 de Culiacán (Sinaloa)                    |
| 2003 | Secundaria Técnica 3 de Xalapa (Veracruz)                                              | Secundaria 72 de Culiacán (Sinaloa)                    |
| 2004 | Secundaria Técnica Número 1 de Pachuca (Hidalgo)                                       | Secundaria Enrique Corona Morfin (Colima)              |
| 2005 | Secundaria General Número 5 de Aguascalientes                                          | Técnica Técnica 3 de Xalapa (Veracruz)                 |
| 2006 | Secundaria Federal Número 5 de Mexicali (Baja California)                              | Secundaria 23 de xalapa (Veracruz)                     |
| 2007 | Escuela Secundaria General Número 2 Cd. Victoria, Tamaulipas                           | Escuela Secundaria 10 de Diciembre Tulancingo, Hidalgo |
| 2008 | Escuela Secundaria Federal N.º 6. Hermosillo, Sonora. (Campeona en Sudamérica también) |                                                        |

- Copa Coca-Cola (Nicaragua)

| Año  | Campeón                                 |
| ---- | --------------------------------------- |
| 2006 | Instituto Miguel Larreynaga de Matiguas |
| 2007 | Colegio Calasanz                        |
| 2008 | No hay datos                            |

- Copa Coca-Cola (Panamá)

| Año  | Campeón                                                            |
| ---- | ------------------------------------------------------------------ |
| 2006 | Instituto Comercial y Técnico Gastón Faraudo P. (Ciudad de Panamá) |
| 2007 | Instituto Comercial y Técnico Gastón Faraudo P. (Ciudad de Panamá) |
| 2008 | Instituto Comercial Panamá (Ciudad de Panamá)                      |

- Copa Coca-Cola (Paraguay)

| Año  | Campeón masculino                                                       | Campeón femenino                                   |
| ---- | ----------------------------------------------------------------------- | -------------------------------------------------- |
| 2003 | C.N. Campo 9 (Ciudad de J. Eulogio Estigarribia)                        | Colegio Pedro P. Peña (Coronel Oviedo)             |
| 2004 | Escuela Básica Número 192 12 de Junio (Coronel Oviedo)                  | Escuela Básica Número 3.535 YACYRETA (Encarnación) |
| 2005 | Colegio Nacional Salto del Guairá (ciudad de Salto del Guairá)          | Colegio Técnico JUAN XXIII (Pilar)                 |
| 2006 | Col. Nac. Mcal. Fco. Solano López de Puente Kyha (Canindeyú)            | Colegio Técnico JUAN XXIII (Pilar)                 |
| 2007 | Col. Ysaty (Asunción)                                                   |                                                    |
| 2008 | Col. Nac. E.M.D. Pdte. Franco (Asunción)                                |                                                    |
| 2010 | Escuela Básica n.º 449 Juan Alberto Samaniego (Asunción - Bº San Pablo) |                                                    |

- Copa Coca-Cola (Perú)

| Año  | Campeón                                |
| ---- | -------------------------------------- |
| 2005 | Colegio Juan Ingunza Valdivia (Callao) |
| 2006 | Colegio ADEU (Chiclayo)                |
| 2007 |                                        |
| 2008 |                                        |

- Copa Coca-Cola (Venezuela)

| Año         | Campeón                                     |
| ----------- | ------------------------------------------- |
| 2006        | Colegio Los Robles (Maracaibo)              |
| 2007        | Colegio Calasanz                            |
| 2008        | Colegio La Salle La Colina (Caracas) (Fafa) |
| 2009 a 2012 | No hay datos                                |
| 2013        | Colegio Santo Tomás de Aquino (Caracas)     |
| 2014        | Deportivo Galicia (Caracas)                 |
| 2015        | Zulia FC                                    |